# Nachtjagdgeschwader 1
1-я эскадра ночных истребителей люфтваффе (сокращённо NJG 1 (нем. Nachtjagdgeschwader 1))— эскадра ночной истребительной авиации люфтваффе. Соединение входит в число лидеров по количеству награждений Рыцарским крестом среди авиационных соединений нацистской Германии.

## История
В ходе воздушной битвы за Британию, противоборствующие стороны активно совершали ночные авианалёты, пользуясь несовершенством существующей системы противовоздушной обороны. Учитывая, что одномоторные истребители люфтваффе не были приспособлены для использования в ночное время суток, основная тяжесть ночных боёв легла на эскадры, вооружённых тяжёлыми двухмоторными Messerschmitt Bf.110. В мае 1940 года, по инициативе самих пилотов начались создаваться отдельные эскадрильи ночных истребителей, а 26 июня 1940 года на основе отдельных эскадрилий была организована 1-я эскадра ночных истребителей люфтваффе (сокращённо NJG 1) (нем. Nachtjagdgeschwader 1). В середине года, ввиду усилившихся бомбардировок рейха, полковником Й. Каммхубером была организована система ночной противовоздушной обороны — так называемая линия Каммхубера. На вооружении эскадры поступили переоборудованные в ночные истребители бомбардировщики Junkers Ju 88 и Dornier Do 17. В результате получилось, что эскадрильи сильно отличались друг от друга по типу используемой техники.
С 1941 года интенсивность ночных бомбардировок Германии британской авиации многократно возросла. Таким образом союзное командование пыталось уничтожить германскую промышленность и подорвать моральный дух населения. К этому времени, пилоты NJG 1 сумели выработать тактику ночного перехвата, действую совместно с частями зенитной артиллерии и постами РЛС и прожекторов. Резко увеличился процент потерь стратегической бомбардировочной авиации. В дальнейшем стороны неоднократно внедряли различные технологические новшества позволяющие им периодически брать вверх: централизованное наведение истребителей станциями слежения, бортовые радиоэлектронные системы навигации и автоматического управления огнём, инфракрасные прицелы, системы распознавания «свой-чужой», система вооружения «неправильная музыка», система слепого бомбометания, средства радиолокационных помех «Виндоу». С октября 1943 года ночная истребительная авиация получила на вооружение новую машину — специализированный Heinkel He 219 Uhu.

## Командиры

### Командиры эскадры
- Оберст Вольфганг Фальк, 26 июня 1940 — 30 июня 1943
- Оберст Вернер Штрейб, 1 июля 1943 — март 1944
- Оберст-лейтенант Ханс-Иоахим Ябс, март 1944 — май 1945

### Командиры групп

#### I./NJG 1
- Гауптман Гюнтер Радуш, 1 июля 1940 — 6 октября 1940
- Майор Вернер Штрейб, 18 октября 1940 — 1 июля 1943
- Гауптман Ханс-Дитер Франк, 1 июля 1943 — 27 сентября 1943
- Гауптман Манфред Мойрер, 28 сентября 1943 – 21 января 1944
- Майор Пауль Фёрштер, Январь 1944 – 1 октября 1944
- Гауптман Вернер Бааке, 2 октября 1944 – 8 мая 1945

#### II./NJG 1
- Гауптман Конрад фон Ботмер, 22 июня 1940 — 1 июля 1940
- Гауптман Карл-Хайнрих Хойзе, 1 июля 1940 — 7 сентября 1940
- Гауптман Граф фон Штилльфрид и Раттонитц, 7 сентября 1940 — 6 октября 1940
- Майор Вальтер Эхле, 6 октября 1940 — 17 ноября 1943
- Майор Эккарт-Вильгельм фон Бонин, 18 ноября 1943 — 25 октября 1944
- Гауптман Адольф Брефес, 26 October 1944 — 8 May 1945

#### III./NJG 1
- Гауптман Конрад фон Ботмер, 1 июля 1940 — 1 ноября 1940
- Гауптман Шён, 1 ноября 1940 — 1 февраля 1941
- Майор Адольф, эдлер фон Граве, 8 февраля 1941 — 5 июня 1942
- Гауптман Вольфганг Тиммиг, 6 июня 1942 — 31 мая 1943
- Майор Эгмонт, принц цур Липпе-Вайссенфельс, 1 июня 1943 — 20 февраля 1944
- Майор Мартин Древес, 1 марта 1944 — 8 мая 1945
- Аугенштейн, Ханс-Хейнц

#### IV./NJG 1
- Майор Гельмут Лент, 1 октября 1942 — 1 августа 1943
- Гауптман Ханс-Иоахим Ябс, 1 августа 1943 — 1 марта 1944
- Майор Хайнц-Вольфганг Шнауфер, 1 марта 1944 — 26 октября 1944
- Гауптман Херманн Грейнер, 1 ноября 1944 — 8 мая 1945

#### Erg./NJG 1[5]
- Обер-лейтенант Зигфрид Вандам, ??? — ???
- Обер-лейтенант Карл-Хайнц Холльборн, ??? — октябрь 1941
- Гауптман Зибельт Реентс, октябрь 1941 — 11 декабря 1941
- Гауптман Хельмут Петерс, 21 марта 1943 — 1 ноября 1943